# دیک تونکس
دیک تونکس (انگلیسی: Dick Tonks؛ زادهٔ ۲۱ فوریهٔ ۱۹۵۱) ورزشکار روئینگ اهل نیوزیلند است.
وی در مسابقات کشوری و بین‌المللی در مجموع برندهٔ ۱ مدال نقره شده‌است.